# 겨우살이류

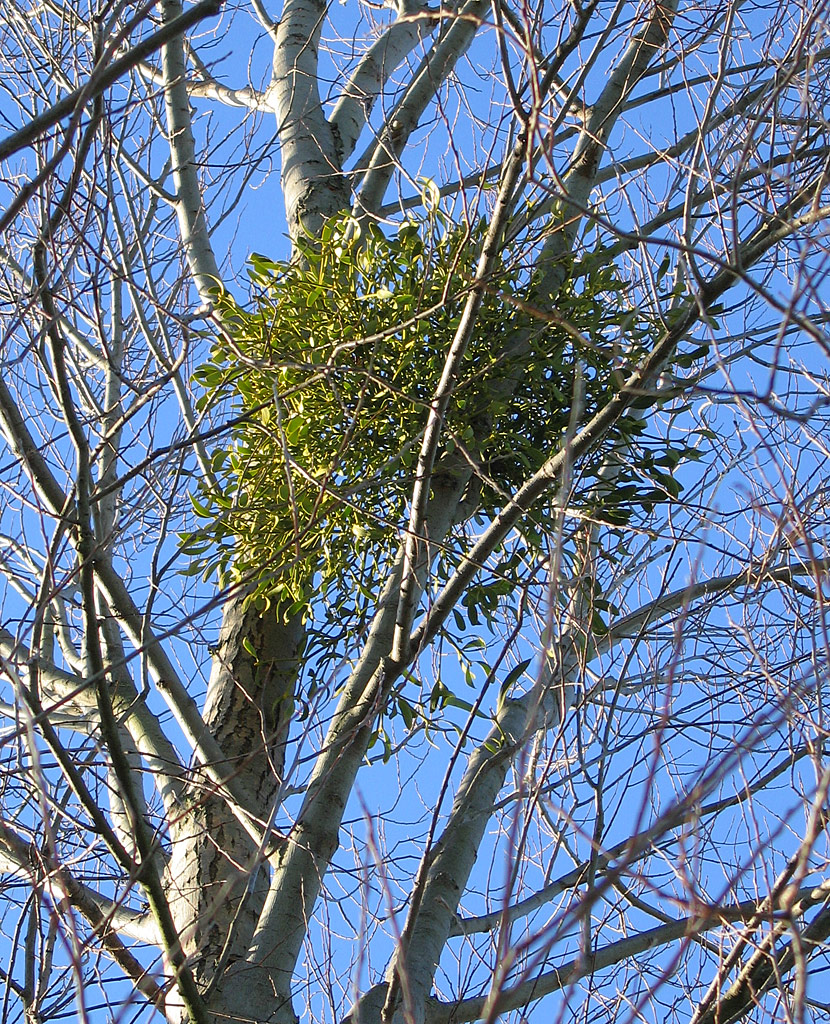

겨우살이류는 단향목의 기생 식물을 아울러 부르는 말이다.
새가 붉은 색의 열매를 먹고 여러 가지 종류의 나무에 배설, 싹을 띄우면 기생하는데, 심한 경우 숙주를 죽일 수도 있다. 대부분의 겨우살이는 스스로는 광합성을 하고 숙주에게서는 무기물을 얻는다. 단, 아르큐토비움속(Arceuthobium)은 광합성도 하지 않고 모든 영양분은 숙주에게서 얻는다.

## 문화
겨우살이는 북유럽 신화에 등장한다. 신 발드르는 겨우살이로 만든 무기에 찔려 죽는다. 현재는 서양의 성탄절 장식에 쓰인다. 성탄절 때 문 위 등에 걸려 있는 겨우살이 아래에서 두 사람이 만나면 키스를 해도 좋다는 풍습이 있다.